# ニガカシュウ
ニガカシュウ (Dioscorea bulbifera) は、ヤマノイモ科のヤムである。英語では、air potato、air yam、bitter yam、cheeky yam、potato yam、aerial yam、parsnip yam等と呼ばれる。日本国内ではエアーポテト、宇宙芋などの呼称で流通している。
アフリカ、アジア、オーストラリア北部が原産であるが、ラテンアメリカ、インド西部、アメリカ合衆国南東部、様々な島嶼部等、多くの地域で栽培され、帰化している。球根よりも肉芽（むかご）を目的に栽培されるため、ナイジェリア・ピジンでは、up-yamと呼ばれる。

## 記載

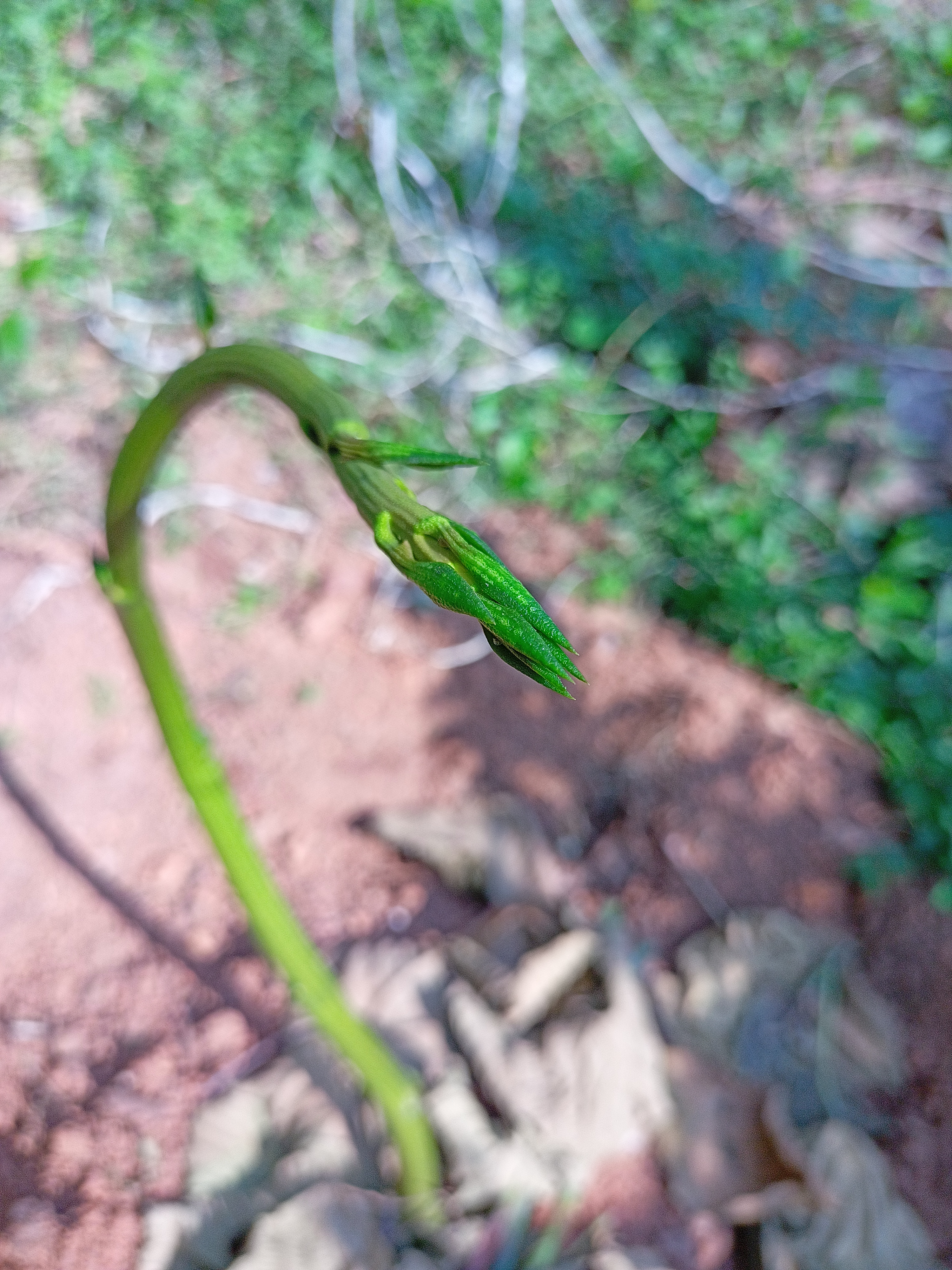
ニガカシュウの芽

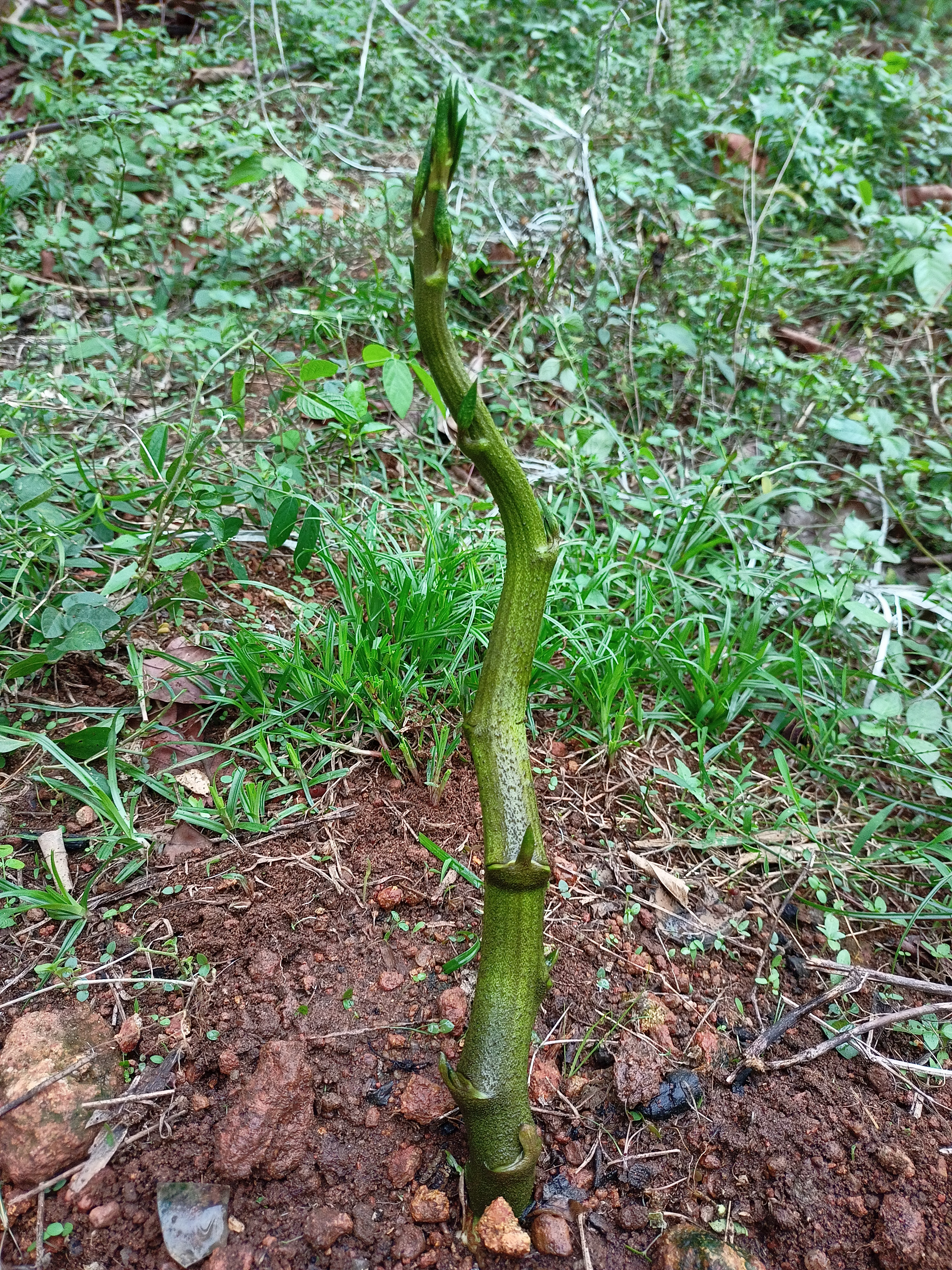
ニガカシュウの茎

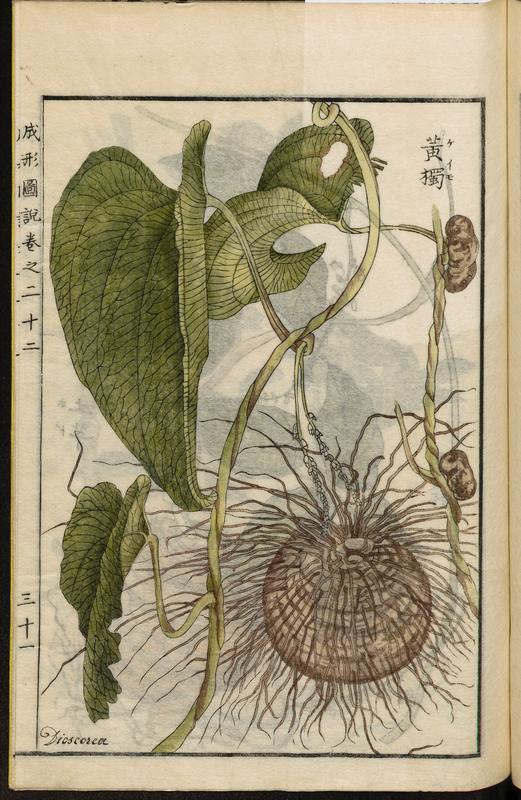
成形図説に掲載されたニガカシュウのページ

ニガカシュウは多年生つる植物で、幅広の互生葉を持ち、2種類の貯蔵組織を持つ。1つは巻き付く茎の葉腋に形成される肉芽で、もう1つは地下の球根である。球根は、小型で縦長のジャガイモに似ている。いくつかの品種では食べることができ、特に西アフリカでは食用に栽培される。食用品種の球根はしばしば苦味を持つが、茹でることで苦味を除くことができる。その後は他のヤムやジャガイモ、サツマイモと同様に調理する。
「苦何首烏（にがかしゅう）」の和名は、塊根が生薬の何首烏（ツルドクダミ）に似ていることからついたが、日本に自生しているものは食用、薬用とも顧みられない雑草である。
ニガカシュウは非常に生育が早く、1日辺り約20cmも伸び、最終的には2メートル近く（60フィート以上）に達する。通常、木の頂端まで達し、自生する植物を乗っ取ることもある。肉芽から更に新しい個体が発生し、肉芽は植物の分散の手段を果たしている。茎は冬には枯れるが、肉芽及び球根から再発芽する。生殖と分散の主な手段は肉芽である。肉芽は非常に小さい段階で発芽する能力があるため、ニガカシュウの制御を困難にする。つるには小さく白い花が付くが、フロリダ州では見られることは稀である。果実は蒴果である。

## 利用
ニガカシュウは、結膜炎、下痢、赤痢やその他の病気の治療のための伝統医学に用いられる。
オーストラリアのティウィ人にとっては特に重要で、kulamaと呼ばれる重要な儀式に用いられる。儀式の間、球根を儀式的に調理し、3日目にこれを食べる。

### 毒性
フロリダ州で自生しているもののような栽培種以外の種は、毒を含むことがあり、ホルモン避妊で用いられるもの等の様々な合成ステロイドホルモンの主原料となるステロイドのジオスゲニン等が含まれる。このような野生種でも、乾燥したり茹でると食べられると言われることがあるが、実際の毒性についてはよく分かっていない。

## 外来種
フロリダ州等のいくつかの場所では、成長が早く、葉が大きく、つるが頑強に広がることにより、その下に生育する植物の日陰となるため、有害な雑草とみなされている。つるの肉芽から芽が出て新しいつるとなり、互いに絡み合って厚いマットを形成する。植物の地上部分が刈られても、地下の球根は生き延び、後に新しい芽を出す。
ニガカシュウを餌とするハムシの一種Lilioceris cheniは、生物的防除としての用途が研究されている。

## 関連文献
- Van Wyk, Ben-Erik (2005). Food Plants of the World. Portland, Oregon: Timber Press, Inc. ISBN 0-88192-743-0
- Dioscorea bulbifera. Archived 2012-01-24 at the Wayback Machine. University of Florida.